# Xã Nevins, Quận Vigo, Indiana
Xã Nevins (tiếng Anh: Nevins Township) là một xã thuộc quận Vigo, tiểu bang Indiana, Hoa Kỳ. Năm 2010, dân số của xã này là 1.975 người.